# Pleione grandiflora
Pleione grandiflora är en växtart i släktet Pleione och familjen orkidéer. Arten beskrevs av Robert Allen Rolfe som Coelogyne grandiflora, och fick sitt nu gällande namn av samme Rolfe.

## Utbredning
Arten förekommer i den indiska delstaten Uttarakhand, i södra Yunnan i Kina samt i nordvästra Vietnam. Den odlas även som krukväxt.